# Phrurolithus callidus
Phrurolithus callidus là một loài nhện trong họ Phrurolithidae.
Loài này thuộc chi Phrurolithus. Phrurolithus callidus được Willis J. Gertsch miêu tả năm 1935.